# Borzygniew
Borzygniew, Borzgniew – staropolskie imię męskie, złożone z członów Borzy- ("walczyć", "walka") oraz -gniew. Mogło oznaczać "ten, który walczy w gniewie".
Borzygniew imieniny obchodzi 24 lutego.
Najpopularniejszymi zdrobnieniami są: Borzy, Borzek, Borzuś, Borzunio, Gniew, Gniewek, Gniewko, Gniewuś, Borzygniewek, Borzygniewko.